# La ley de Herodes
La ley de Herodes es una película mexicana de 1999 dirigida por Luis Estrada. Se trata de una comedia satírica sobre la corrupción política en México, específicamente durante los mandatos encabezados por el Partido Revolucionario Institucional (PRI) en el país. Está protagonizada por Damián Alcázar, Pedro Armendáriz Jr., Isela Vega y Salvador Sánchez.
La película está ambientada en 1949, año en que gobernaba el presidente Miguel Alemán Valdés; sin embargo, debido a que fue filmada y estrenada durante la última década en que gobernó el PRI, antes de su primera derrota en elecciones nacionales, la trama se aludió más a una crítica hacia los sexenios de Carlos Salinas de Gortari y Ernesto Zedillo.
El largometraje ganó once premios Ariel, entre ellos, a mejor película, mejor dirección, mejor actor (para Alcázar) y mejor actor de reparto (para Armendáriz Jr.). La ley de Herodes es la primera película de la tetralogía, no oficial, que dirige Luis Estrada con intención de crítica al gobierno mexicano, sucedida por Un mundo maravilloso, El infierno, La dictadura perfecta y ¡Que viva México!.

## Argumento
En el año 1949, la primera escena muestra a los habitantes de la localidad ficticia de San Pedro de los Saguaros persiguiendo y decapitando de un machetazo al presidente municipal cuando trataba de huir del lugar con el dinero de los presupuestos del pueblo. Los habitantes del pueblo, en su gran mayoría indígenas, se habían rebelado debido a los abusos del alcalde.
El asesinato del alcalde resulta en un escándalo político que afectaría, en primera instancia, la imagen y la carrera de Sánchez, el gobernador del Estado (la película nunca menciona de qué Estado se trata). El gobernador Sánchez (Ernesto Gómez Cruz), que pretendía ser el candidato de su partido (se revela que es el PRI) a la presidencia de la República en las elecciones federales de 1952 y, por ende, ser el sucesor del presidente Miguel Alemán Valdés, ve en la decapitación del alcalde una mancha que podría afectar su imagen de "gobernabilidad y buen control" de los asuntos públicos, desplazándolo de la carrera presidencial en favor de su rival, el secretario de gobernación Adolfo Ruiz Cortines (quien en la vida real sería el presidente de la República en el sexenio siguiente). Por tal motivo, el gobernador Sánchez encomienda a su mano derecha, el ambicioso y corrupto secretario de gobierno López (Pedro Armendáriz Jr.), que encuentre lo antes posible a un sucesor del alcalde linchado para evitar que el escándalo cause más daño. 
El licenciado López pretende ser el sucesor de su jefe como gobernador del Estado, y ordena a su asesor de confianza, el licenciado Ramírez (Juan Carlos Colombo) que encuentre dentro de los militantes del PRI a algún sujeto que pueda ser designado como alcalde interino de San Pedro de los Saguaros. Ramírez decide entonces recomendar la designación de un viejo conocido suyo, Juan Vargas (Damián Alcázar) a quien considera lo bastante torpe y manipulable para no "causar problemas". Ramírez busca entonces a Juan Vargas -un mediocre y timorato miembro del PRI- y lo encuentra como simple encargado de un basurero. De inmediato Ramírez lleva a Vargas al despacho del gobernador López y éste, convencido de la mediocridad de Vargas, le encarga el rol de alcalde interino de San Pedro de los Saguaros.
Al principio, cuando Vargas llega a San Pedro, es recibido por el secretario edil, Carlos Pek (Salvador Sánchez), quien le lleva a la sede municipal. Vargas intenta hacer su trabajo de forma honrada y se encomienda de la mejor manera a traer el "progreso y la justicia social"; no obstante, pronto Vargas nota que los obstáculos son inmensos: la mayoría de los habitantes no hablan español, sino lenguas indígenas que Vargas ignora, y, además, los robos de los alcaldes anteriores (varios de ellos asesinados de diferentes maneras), más la falta de apoyo financiero del gobierno del Estado, han provocado que el pueblo no tenga prácticamente nada, ni escuela, hospital, drenaje, agua potable o luz eléctrica, y naturalmente tampoco tienen fondos. Vargas entiende que debe arreglárselas solo, además de afrontar la oposición tanto del único médico del pueblo, Uriel Morales (Eduardo López Rojas), un insoportable candidato a la alcaldía del Partido Acción Nacional, como de Doña Lupe (Isela Vega), la tosca dueña del burdel, que no duda en aplicar su propia ley incluso con el propio alcalde o con el doctor Morales. 
A instancias de su esposa, Gloria (Leticia Huijara), el alcalde Vargas viaja a la capital del Estado para solicitar dinero al secretario de gobierno López, quien le recomendó para el puesto de alcalde. López rechaza el pedido, pues la mayoría de los fondos públicos del Estado se gastarán en las elecciones de ese año; No obstante, López entrega a Vargas una copia de la Constitución de México y un revólver, como «la ley y el orden», diciéndole que la única ley es la ley de Herodes: «O te chingas o te jodes». 
En su camino de regreso, el automóvil de Vargas se descompone en la carretera; allí encuentra accidentalmente a Robert Smith (Alex Cox), un estadounidense caucásico que acepta ayudarle; Smith mira debajo del capó, conecta fácilmente un cable y luego pide a Vargas cientos de dólares como pago. Vargas responde que él es alcalde de San Pedro y "es bueno para el dinero", y luego se ríe mientras se aleja. De regreso al pueblo, un soborno de doña Lupe encamina a Vargas hacia la corrupción política.
Cuando Vargas se ha convertido así en el ejecutivo, el legislativo y el poder judicial de la aldea, todo en una sola persona, pronto se vuelve corrupto: primero, acepta los sobornos de doña Lupe (que se extiende a hacer visitas gratuitas a las meretrices del burdel); luego, pasa a extorsionar al dueño de la tienda local y después a todos los aldeanos, multándoles incluso por las infracciones más pequeñas. Al ser interrogado por los vecinos, Vargas declara que está financiando un nuevo proyecto para llevar electricidad al pueblo con la ayuda de un ingeniero estadounidense (es en realidad Robert Smith, quien llega a San Pedro queriendo su dinero), una farsa que es obvia cuando solo se levanta un poste de luz; aun así, los aldeanos no se dan cuenta de esto, excepto el médico Morales. 
Vargas se vuelve cada vez más corrupto, y, cuando el nuevo guardaespaldas de doña Lupe lo golpea severamente después de que ella se resiste a su autoritarismo, los mata a ambos en represalia y toma todo lo de valor de doña Lupe. Tras cometer el crimen, acusa de las muertes a Filemón, el borracho local, y de camino a entregarlo a las autoridades estatales asesina a Filemón en medio de la vía, ya que sabía lo que el alcalde había hecho. Cuando Vargas regresa a su casa, descubre que Gloria (enterada de sus visitas al burdel) tiene como amante a Smith, pero éste logra huir semidesnudo mientras Vargas golpea y encadena a su esposa. Mientras tanto, Vargas levanta falsas acusaciones contra el médico Morales, asignándole el papel de autor intelectual en el asesinato de doña Lupe; sin embargo, también se revela que Morales ha estado abusando sexualmente de su sirvienta adolescente, y Vargas usa esto para chantajearlo: Morales debe abandonar el pueblo o enfrentarse a la cárcel. 
Habiéndose librado de sus enemigos, Vargas se obsesiona con el poder hasta el punto que todo el pueblo lo desprecia, cobrando impuestos absurdos por todo, encarcelando a los que se niegan a pagar, confiscando sus posesiones (incluidos los animales) y reescribiendo varias leyes a su capricho. Es en medio de esto que el secretario López y su secuaz, Tiburón (Jorge Zárate), llegan a San Pedro, ambos fugitivos luego de que los hombres de López intentaran disparar contra su rival por la gobernación del estado, quien resultó ser sobrino del presidente Alemán. 
López y Vargas se encuentran en la sede municipal, y allí López conoce que el pueblo tenía riquezas después de todo, ante ello López exige que le entreguen todo el dinero que Vargas ha extorsionado a los aldeanos, recordando al novato alcalde la fuerte influencia de López ante el PRI. Ante la presión, Vargas vuelve a su casa para buscar los fondos, pero allí descubre que Gloria ha huido con Smith llevándose todo el dinero. Espantado y furioso, Vargas resuelve asesinar tanto a López como a Tiburón y los embosca a ambos esa misma noche. No obstante, de repente Vargas nota una muchedumbre de aldeanos corriendo hacia él, llevando antorchas, y amenazando con matarlo. Aterrado, Vargas apenas puede trepar al único poste que levantó para esquivar a la masa, pero se salva in extremis cuando llegan varios coches de policía tras la pista de López, disolviendo a la muchedumbre y rescatando a Vargas, a quien los policías revelan que en realidad López tenía orden de arresto. 
Al final de la película Vargas aparece en elegante traje dando un discurso sobre la democracia y el progreso en el Congreso de la Unión, infiriendo que ganó un escaño como "recompensa" por matar a López. Como epílogo, se muestra que Vargas, en represalia personal envió a Ramírez al mismo vertedero donde él estuvo y a un nuevo alcalde interino que llega a San Pedro de los Saguaros, y es recibido por Carlos Pek, exactamente de la misma manera que lo hizo Vargas al principio.

## Reparto
- Damián Alcázar como Juan Vargas
- Pedro Armendáriz Jr. como Fidel López
- Isela Vega como doña Lupe
- Salvador Sánchez como Carlos Pek
- Leticia Huijara como Gloria de Vargas
- Manuel Ojeda como Don Matías
- Ernesto Gómez Cruz como el Gobernador Sánchez
- Eduardo López Rojas como el Dr. Uriel Morales.
- Delia Casanova como Rosa de Morales
- Guillermo Gil como el padre Pérez
- Alex Cox como Robert Smith
- Juan Carlos Colombo como Ramírez
- Evangelina Sosa como Perla
- José Manuel Poncelis como Filemón
- Jorge Zárate como Tiburón
- Maya Zapata como Chencha
- Jesús Ochoa como Jesús Canales.
- Eugenia Lañero como la Sra.  Canales

## Recepción

### Crítica
La película no fue bien vista por las autoridades encargadas de la difusión cinematográfica en México, pues, cuando hubo de ser sometida al filtro de la censura, aún se vivía bajo el mandato del PRI y se avecinaba un año electoral, el año 2000; sin embargo, la fuerte presión ejercida por el público —ansioso de ver una película de contenido político sin censura— y por varios medios impresos que se atrevieron a denunciar el bloqueo del cual era objeto logró que fuera finalmente exhibida en plena época de campañas electorales.
Puede considerarse como una de las grandes películas mexicanas de los últimos cuarenta años, no solamente por su calidad, humor irónico y mordaz, sino también por haber influido en muchos votantes para destronar del poder al partido hegemónico al cual retrata de cuerpo entero, con todos sus vicios, defectos y contradicciones. Lo que llama poderosamente la atención es la capacidad de síntesis de la que hace gala, pues refleja fielmente el estilo de «priista» de gobernar, las relaciones internas de poder en el partido, sus reglas para llevar a cabo la sucesión de los gobernantes, su forma de relacionarse con la Iglesia, con la oposición y con los Estados Unidos, y de cómo mediante el autoritarismo y la corrupción, el PRI, el gobierno, el Estado y sus instituciones, llegaron a convertirse en una y la misma cosa. Todo con la finalidad de consolidarse no solo en la cumbre del sistema político mexicano, sino de constituirlo en exclusiva.
Este filme ocupa el lugar 51 dentro de la lista de las Las 100 mejores películas mexicanas, según la opinión de 27 críticos y especialistas del cine en México, publicada por el portal Sector Cine en junio de 2020.

## Premios
- La película fue nominada a 14 arieles, pero ganó:

1. Mejor actor
2. Mejor actor de cuadro
3. Mejor disfraz
4. Mejor peinado
5. Mejor director
6. Mejor maquillaje
7. Mejor escenografía
8. Mejor guion original
9. Mejor coactuación masculina
10. Mejor coactuación femenina
11. El Ariel Dorado

- Los arieles de plata que no ganó:

1. Mejor coactuación masculina para Salvador Sánchez.
2. Mejor actor de cuadro para Martín Camacho.
3. Mejor director para Luis Estrada.
4. Mejor música compuesta para cine para Santiago Ojeda.

Más información en: Resultados de la XLII Entrega del Ariel, del año 2000.
- En el Festival de Filmes de La Habana del año 2000, ganó cuatro premios que le fueron otorgados a Luis Estrada:

1. Premio de la Universidad de La Habana.
2. Mejor edición de filme
3. Premio CARACOL.
4. Premio Martin Luther King Memorial Center.

- En el Festival de Cine de Sundance del año 2000 ganó el premio de Cinema Hispanoamérica, que le arrebató a la otra película nominada, El coronel no tiene quien le escriba.

- En el Festival Internacional de Cine Ajijic del año 2000, ganó el premio Los Charales por el mejor filme del estudio otorgado a Luis Estrada.

- En el Festival Internacional de Cine de Valladolid del año 2000, ganó dos premios:

1. Mejor actor para Damián Alcázar.
2. Mejor fotografía para Norman Christianson

Sin embargo, fue nominado para el premio Espiga de Oro, que se le hubiera otorgado a Luis Estrada, sin lograr ganarlo.
- En el 2004, la Sociedad de Filmes Políticos de los Estados Unidos le nominó al premio PFS, sin lograr ganarlo.

- En el festival MTV Movie Award del año 2001, fue nominado al premio MTV North Feed - Favorite Film, que se le hubiera otorgado a Luis Estrada.

- En el Festival de Cine de Cartagena del año 2001, fue nominado al premio Golden India Catalina como mejor película, que se le hubiera otorgado a Luis Estrada, sin lograr ganarlo.